# 占守 (海防艦)
軍艦占守（しむしゅ）は、日本海軍の海防艦。

## 概要
軍艦（ぐんかん）占守（しむしゅ）は、日本海軍が1938年（昭和13年）11月から1940年（昭和15年）6月にかけて建造した海防艦。艦名は占守島に由来する。
竣工時は軍艦籍にあった。
だが1942年（昭和17年）7月の見直しで、海防艦（かいぼうかん）占守（しむしゅ）に名称変更、および類別変更された。
海防艦としては、占守型海防艦の1番艦である。
北方警備を目的として開発された艦級であるが、占守型4隻のうち本艦のみ太平洋戦争終盤まで東南アジア方面で活動した。
太平洋戦争開戦時の占守は南遣艦隊に所属して、マレー作戦や蘭印作戦における船団護衛任務に従事（南方作戦）。第一南遣艦隊へ改編後も、同艦隊に所属して船団護衛任務や対潜掃蕩任務に従事した。1943年（昭和18年）12月下旬に第一海上護衛隊へ編入され、引続き船団護衛任務に従事した。
1944年（昭和19年）2月中旬、占守はヒ40船団を護衛、米潜水艦の襲撃でヒ40船団は大損害を受けた。
同年10月下旬、南西方面艦隊の指揮下に入る。占守は11月上旬から中旬にかけて多号作戦に従事、生還した。
フィリピン方面で行動中の11月25日、米潜水艦の魚雷攻撃により損傷。第一海上護衛隊に復帰後、内地に帰投して修理を行った。この際、喪失した艦首を丙型海防艦と同型にした。
1945年（昭和20年）4月10日、第一〇四戦隊に編入され、北海道方面で行動。終戦後、復員輸送に従事した。1947年（昭和22年）にソビエト連邦へ引き渡された。

## 艦歴

### 竣工まで
占守は、③計画の1,200トン型海防艦、仮称艦名第9号艦として計画。
1938年（昭和13年）11月29日、玉造船所で建造番号262番船として起工。
1939年（昭和14年）11月6日、日本海軍は玉造船所で建造中の本艦を占守（シムシュ）、藤永田造船所で建造する駆逐艦を浦風（ウラカゼ）と命名する。同年12月13日、占守は進水。
1940年（昭和15年）2月2日、日本海軍は駆逐艦複数隻（羽風、狭霧、暁）艦長を歴任した荘司喜一郎中佐（前職、潜水母艦剣埼副長）を、占守艤装員長に任命する。
2月7日、玉造船所内に設置された占守艤装員事務所は、事務を開始する。
6月30日、竣工。荘司喜一郎中佐は占守艦長となる。主な初代幹部は、砲術長岡村幸雄大尉、航海長小松乃生盛中尉、機関長小澤重嗣機関大尉。竣工にともない、占守艤装員事務所は撤去された。本籍を舞鶴鎮守府に定められる。

### 軍艦占守
1940年（昭和15年）7月15日、占守は第二遣支艦隊（司令長官高須四郎中将）に編入。舞鶴を出撃し、東南アジア方面に進出した。北方海域での運用を想定していた占守は、通風装置こそ備えていたものの、南方では非常に暑い艦だったという。
10月15日、荘司喜一郎中佐（占守艦長）は第一水雷隊司令へ転任（後日、軽巡川内艦長として、同艦沈没時に戦死）。後任の占守艦長は、有村不二中佐（当時、水路部部員）となる。また占守機関長も小澤重嗣大尉（戦艦扶桑分隊長補職）から大迫吉二機関中尉（当時、戦艦伊勢勤務）に交代した。
1941年（昭和16年）1月14日、第二遣支艦隊司令長官沢本頼雄中将は、旗艦を重巡洋艦足柄から占守に変更する。16日、第二遣支艦隊旗艦は占守から足柄に戻った。
日本軍の仏印進駐に伴い、占守はベトナム方面（ハノイ、カムラン湾、サイゴン）での海岸警備任務や、フランスの極東艦隊（ラモット・ピケ 等）の行動を監視した。
同年7月31日に南遣艦隊が新編され（司令長官平田昇中将）、「占守」も南遣艦隊に編入された。
9月5日、占守機関長は大迫吉二大尉（補、駆逐艦白露機関長。のちに島風初代機関長）から竹田武晴機関中尉（当時、軽巡由良分隊長）に交代。
編成直後の南遣艦隊は、軍艦2隻（香椎、占守）および特設砲艦、設営隊、小規模地上部隊のみという規模だった。しかし日米開戦が決定的になると、日本海軍は南遣艦隊を一挙に増強した。10月18日、小沢治三郎中将は南遣艦隊司令長官に任命される。
太平洋戦争緒戦では「占守」と練習巡洋艦「香椎」で馬来部隊の第二護衛隊を編成し、マレー半島上陸に参加した。第二護衛隊はタイ南部のナコンなどに上陸する宇野支隊を乗せた船団を護衛して12月5日にサンジャックを出発。一方、シンゴラ、コタバルへ向かう船団も12月4日に三亞より出撃しており、両船団はいったん合流した後分離しそれぞれの目的地へと向かった。「占守」は「善洋丸」と「三池丸」と共にナコンへ向かい、12月8日0時30分ごろにパクパーン川河口北東に入泊。上陸部隊はナコンを占領した。
続いて「占守」は第三水雷戦隊の一部や「香椎」などと共に第一護衛隊を編成し、第二次マレー上陸に参加した。上陸部隊および「占守」などは12月13日にカムラン湾を出発し、12月15日にシンゴラ・パタニ方面とシンゴラ方面へ向かうものに分かれた。「占守」は「香椎」や軽巡洋艦「川内」などとともにシンゴラ・パタニ方面行きであった。12月16日に輸送船は目的地に着き、揚陸が開始された。
12月末からは第二護衛隊の一隻として第25軍と第15軍の一部を馬公からシンゴラおよびバンコクへ運ぶ船団の護衛に従事した。第二護衛隊は「占守」と「香椎」、軽巡洋艦「名取」および駆逐艦14隻からなっていた。「占守」は「香椎」および駆逐艦2隻と共に「黒潮丸」を護衛して12月24日にカムラン湾を発ち馬公へ向かった。12月31日に船団は馬公より出発。1942年1月3日、船団中の「明光丸」（明治海運、4,383トン）が爆発事故を起こして沈没。「明光丸」には落下傘部隊である第一挺進団第一連隊約1500名が乗っていたが船員も含めて全員が救助された。「占守」は180名を収容した。1月7日に船団は分離され、「占守」と「香椎」および駆逐艦2隻はバンコクへ向かう船団を護衛。1月9日に船団はバンコクに到着した。
上記作戦中の1942年（昭和17年）1月3日に南遣艦隊は第一南遣艦隊と改名されている。
1月24日からは「初鷹」、第九十一駆潜隊、第四十四掃海隊などとともにアナンバス基地占領作戦に参加。特に抵抗を受けることもなく作戦は完了した。
1月下旬、「占守」と第一掃海隊はマレー沖海戦で沈没したイギリス戦艦「プリンス・オブ・ウェールズ」と巡洋戦艦「レパルス」の沈没位置確認を命じられ、2月2日（2月1日）に「占守」は「プリンス・オブ・ウェールズ」の沈没位置を確認した。
2月中旬、占守はスマトラ島のパレンバンに到着。同都市を流れるムシ川を遡行して機雷掃海作業を実施する。さらに陸軍第三十八師団司令部を揚陸した。
4月上旬までに、日本軍は当初の攻略目標をすべて占領。4月10日附連合艦隊第二段階作戦第一期兵力部署発動により、それまで第一南遣艦隊に編入されていた他部隊・艦艇は、新たな部隊や任地に転じることになった。
4月12日、小沢治三郎中将（第一南遣艦隊長官）は、第一南遣艦隊旗艦を鳥海から香椎に変更する。各艦艇（鳥海、由良、第三水雷戦隊、第七戦隊、龍驤）等は、それぞれ内地へ帰投した。
その後、香椎・占守・第5駆逐隊（松風、春風、朝風、旗風《5月5日附で第5駆逐隊より除籍》）・一部の掃海艇や根拠地隊は小沢長官直率の主隊となり、シンガポールのセレター軍港を根拠地として、オランダ領東インドの攻略やビルマ方面の船団護衛に従事した。
同方面には、巡洋艦複数隻（軽巡名取《1943年7月1日まで》 、軽巡鬼怒、軽巡長良《1942年4月10日、第十戦隊へ》、五十鈴《1942年4月10日編入、翌年4月1日に第十四戦隊へ》、軽巡球磨《1942年9月25日編入》、軽巡北上と大井《2隻とも1943年7月1日編入》、重巡足柄《1943年8月26日臨時編入、9月20日正式編入》）を主力とする第十六戦隊も展開していた。

### 海防艦占守
1942年（昭和17年）7月1日、艦艇類別等級の改正により占守は軍艦籍より除籍。艦艇の海防艦となり、『海防艦 占守』（海防艦占守型）となる。有村不二中佐（占守艦長）の職名も、占守海防艦長となる。
ひき続き舞鶴鎮守府に所属した。艦首の菊花御紋章も外された。
7月14日、第一南遣艦隊司令長官は小沢中将から大川内傳七中将に交代する。
8月中旬、占守はシンガポールで入渠、しばらく整備と修理に従事する。
8月22日、占守海防艦長は有村不二中佐から寺西武千代中佐にかわる。従来通り、本艦や第5駆逐隊（朝風、春風、松風）は、東南アジア方面での船団護衛任務に従事する。10月はシンガポールで修理と整備を実施した。
11月、戦線に復帰。同月10日、占守機関長は竹田武晴大尉から、重巡古鷹分隊長の岡島健次郎大尉に交代（古鷹は前月のサボ島沖海戦で沈没）。後日、岡島は駆逐艦巻波（第31駆逐隊）機関長となった。12月の占守は、護衛任務や対潜掃蕩任務に従事する。
1943年（昭和18年）1月初頭の占守はシンガポールにて整備を実施、同月中旬より護衛任務に復帰する。任務従事中の2月11日、占守は第十特別根拠地隊の指揮下に入る。
同月25日、占守の僚艦として活動していた第5駆逐隊（朝風、春風、松風）は解隊された（各艦は第一海上護衛隊に編入）。
3月、4月、5月、6月にかけて第十特別根拠地隊司令官の指揮下で行動する。船団護衛や対潜掃蕩と並行して、タンベラン諸島の掃討などに従事した。6月下旬、第一南遣艦隊の指揮下に戻る。7月、船団護衛に従事。
8月1日、ビルマ国が成立（日本占領時期のビルマ）。同時期の占守は、船団護衛や対潜哨戒任務に従事した。
9月20日、第一南遣艦隊司令長官は大川内傳七中将から田結穣中将に交代。
10月、占守はシンガポールで整備と改修を実施した。10月25日、占守海防艦長は寺西武千代大佐から島村和猪大尉に交代した。
11月25日、第一南遣艦隊に重巡洋艦青葉（呉在泊中）が編入される。
12月20日、占守は海上護衛総司令部第一海上護衛隊（司令官中島寅彦中将）に編入され、同隊指揮下で船団護衛任務に従事した。

### ヒ40船団
1944年（昭和19年）1月13日、占守は佐世保に帰投。1月15日から23日にかけて佐世保海軍工廠で整備と電波探知機設置工事をおこなった。
1月26日より『ヒ39船団』を護衛。2月13日1600、ヒ40船団を護衛して昭南（シンガポール）を出航、門司に向かう。石油を満載した貴重なタンカー船団であったが、護衛は占守1隻のみだった。
2月19日朝、南シナ海上北緯14度28分 東経114度27分 / 北緯14.467度 東経114.450度を航行中のヒ40船団は、米潜ジャック(USS Jack, SS-259)に発見されてしまった。
0442、逓信省標準TM型タンカーの南栄丸（日東汽船、5,019総トン）が魚雷2本を受け、大爆発を起こした後沈没した。さらに1TM型戦時標準タンカーの国栄丸（日東汽船、5,155総トン）も撃沈される。
残された船団は全速で退避するも、ジャックの追撃を受けた。
同日1849、石油7,500トンを輸送中の逓信省標準TM型タンカーの一洋丸（浅野物産、5,106総トン）、同じく逓信省標準TM型タンカーの日輪丸（昭和タンカー、5,163総トン）を撃沈されてしまった。
占守は残存船2隻を率いて台湾東岸まで逃れた。その後ヒ45船団から分離した駆逐艦汐風が護衛に協力。しかし、汐風がヒ45船団に戻った後の2月24日0336、米潜グレイバック(USS Grayback, SS-208)に発見される。敵潜水艦に気付いた浅間丸が警報を発し、1TL型戦時標準タンカーの南邦丸（飯野海運、10,033総トン）が威嚇のために応戦するも、0345に魚雷2本を受けて搭載していた石油に引火、炎上し沈没した。
損傷した浅間丸だけとなったヒ40船団は、かろうじて台湾の高雄に入港したところで、途中解散となった。海防艦占守は、後続のヒ42船団に合流して基隆港まで護衛している。
以後も、占守は内地と東南アジア間を往復して船団護衛任務に従事した。
3月、『ヒ48船団』の護衛に従事。
4月、空母海鷹他と共に『ヒ57船団』と『ヒ58船団』の護衛に従事。
内地帰投後の5月3日から5月18日にかけて、佐世保海軍工廠で電波探知機基礎工事と水中探信儀の整流覆設置工事を行う。再び船団護衛任務に従事した。
9月5日、占守は母港の舞鶴港に帰投。舞鶴海軍工廠で電波探信儀の整備、迫撃砲の設置、主機械の分解検査を行う。9月27日、舞鶴を出撃。船団護衛任務に復帰した。
10月12日、第七船団司令官松山光治少将（第一次ソロモン海戦時の第十八戦隊司令官）指揮下の海防艦4隻（占守《旗艦》、沖縄、第11号海防艦、第13号海防艦）は、貨物船4隻からなる『モマ04船団』を護衛して呉淞（上海市）を出発する。台湾沖航空戦を回避するため、適宜待機。10月20日、船団は上海を出発。10月26日、モマ04船団はマニラに到着した。翌日の10月27日、海防艦4隻（占守、沖縄、11号、13号）は南西方面艦隊の作戦指揮下に入った。

### 多号作戦
1944年（昭和19年）10月29日より、南西方面部隊指揮官三川軍一中将（南西方面艦隊司令長官）はレイテ島へのレイテ島増援輸送作戦を実施する（多号作戦）。レイテ沖海戦で大損害を受けた第五艦隊（志摩艦隊）や第二艦隊（栗田艦隊）の残存駆逐艦に加えて、第一海上護衛隊の4隻（占守、沖縄、第11号海防艦、第13号海防艦）も同任務に投入される。
10月31日午前9時、多号作戦第二次輸送部隊（警戒部隊《霞〔第一水雷戦隊司令官木村昌福少将（海兵41期）旗艦。一水戦参謀大迫吉二大佐は元占守機関長〕、沖波、曙、潮、初春、初霜》、松山光治少将（海兵40期）指揮下の護衛部隊《占守〔松山少将旗艦〕、沖縄、海防艦11号、海防艦13号》、輸送船4隻《能登丸、香椎丸、金華丸、高津丸》）としてマニラを出撃した。
翌11月1日夕刻、輸送部隊はレイテ島オルモック湾に到着して兵員や軍需品の揚陸を開始した。だが輸送部隊はP-38 とB-24 の攻撃を受け、輸送船能登丸（日本郵船、7,191トン）が沈没、駆逐艦潮（第7駆逐隊）が損傷した。占守もP-38の機銃掃射で戦死者1名、負傷者15名を出す。輸送部隊を指揮する第一水雷戦隊司令官木村昌福少将（霞座乗）はこれを見て、同日19時に部隊を出港させた。11月4日朝、輸送部隊はマニラに帰投した。なお11月1日附で南西方面艦隊司令長官は三川中将から大川内傳七中将にかわった。
11月5日、マニラ湾に対する大規模空襲により重巡那智（第五艦隊旗艦）が沈没。駆逐艦曙（第7駆逐隊）も大破した。
そこで第二水雷戦隊所属の夕雲型駆逐艦2隻（長波《第31駆逐隊》、秋霜《第2駆逐隊》）、第十戦隊所属の秋月型駆逐艦1隻（若月《第61駆逐隊》）が加わり、第一水雷戦隊司令官木村昌福少将（海兵41期）が指揮する第四次輸送部隊第一梯団（第一水雷戦隊《霞〔一水戦旗艦〕、長波、若月、潮、朝霜、秋霜》、第七護衛隊《司令官松山光治少将：海防艦4隻〔沖縄、占守、11号、13号〕》、輸送船3隻《高津丸、香椎丸、金華丸》）は11月8日にマニラを出撃する。
本来なら先に出発するはずだった第三次輸送部隊（指揮官早川幹夫第二水雷戦隊司令官、旗艦島風）はマニラ空襲により準備に遅れが生じ、第四次輸送部隊が先発することになったのである。第四次多号作戦において、松山少将は旗艦を占守から沖縄に変更した。
翌11月9日夕方、第四次輸送部隊第一梯団はオルモック湾に到着。まもなく第一号型輸送艦3隻（6号、9号、10号）も到着した。だが大発動艇が揃わず（予定50隻中、使用可能5隻）、海防艦を大発のかわりとしたものの、兵員しか陸揚げできなかった。
第四次輸送部隊は重火器・弾薬の揚陸を諦め、11月10日10時30分以降、順次オルモック湾を出港してマニラに向かう。だが間もなくB-25双発爆撃機約30機とP-38双発戦闘機等約100機の攻撃（反跳爆撃）を受けた。
陸陸軍特種船高津丸（山下汽船、5,657トン）、輸送船香椎丸（大阪商船、8,407トン）、海防艦11号が沈没（第13号海防艦により処分）。占守も至近弾で若干の損傷を受けた。
第一水雷戦隊司令官木村昌福少将は、麾下駆逐艦（霞、朝霜、長波）を率いて救助作業にあたる。占守以下の艦艇を輸送船金華丸（大阪商船、9,305トン）の護衛につけてマニラへ先発させた。
14時以降、金華丸以下の先発隊はセブ島北端でP-38の攻撃を受け、秋霜が大破。
一方、第四次輸送部隊護衛艦（霞、長波、朝霜、若月）は、第二水雷戦隊司令官早川幹夫少将（旗艦島風）指揮下の第三次輸送部隊（護衛艦7隻《島風、浜波、初春、竹、駆潜艇46号、掃海艇30号》・輸送船5隻《せれべす丸、泰山丸、西豊丸、天照丸、三笠丸》）と合流し、駆逐艦3隻（長波、朝霜、若月）と駆逐艦2隻（初春、竹）を交換した。南西方面艦隊（司令長官大川内傳七中将）の下令によるものだった。第三次輸送部隊の駆逐艦は5隻（島風、長波、朝霜、若月、浜波）となり、そのままオルモックへ向かう。海防艦2隻（占守、13号）はせれべす丸（5,863トン、大阪商船）の救援に向かった。
11月11日午前5時、木村司令官直率の駆逐艦3隻（霞、初春、竹）は第四次輸送部隊と合流。18時以降、輸送部隊はマニラに到着して任務を終えた（占守と海防艦13号は救援のため帰着が遅れ23時着）。
一方、第三次輸送部隊はレイテ島オルモック湾でアメリカ軍機動部隊艦載機約340機以上に襲撃され、駆逐艦朝霜（第2駆逐隊）を残して全滅、島風の沈没時に二水戦司令官早川少将も戦死した（後任の二水戦司令官は木村昌福少将）。
11月12日、マニラに到着していた隼鷹輸送隊（空母隼鷹、重巡利根〔ブルネイで途中合流〕、軽巡木曾、第30駆逐隊《卯月、夕月》）は、軽巡木曾と駆逐艦時雨（スリガオ海峡夜戦で損傷中）を入れ替え、内地へ帰投する。秋月型駆逐艦霜月（第41駆逐隊）と、マニラ残留組の木曾は、多号作戦部隊第一警戒部隊に編入された（木曾は第一水雷戦隊旗艦予定）。
11月13日、マニラ湾は再び空襲をうけ在泊艦船は大損害を受ける。
多号作戦関連艦だけでも複数隻（木曾、曙、沖波、秋霜、初春）が沈没もしくは大破着底状態となる。
占守乗組員の回想によれば、座礁炎上中の駆逐艦（秋霜と推定）より弾薬を調達している。
南西方面艦隊司令長官大川内傳七中将は志摩中将（第五艦隊長官）の進言を受け、水雷戦隊の退避を決定。同日深夜、残存艦艇（霞、初霜、朝霜、潮、竹）は第五艦隊司令部を便乗させ、マニラを脱出した。
水雷戦隊と別れた海防艦3隻（占守、第13号、沖縄）は11月17日にブルネイに寄港。18日にラブアン島ビクトリア港に到着、輸送船2隻を護衛して内地に帰投することになった。ところが、停泊中の19日0145、B-24の夜間空襲を受けて沖縄が損傷する。夜が明けた0558、海防艦3隻（沖縄、占守、第13号）は、17日0730に昭南を出港しビクトリア港にやってきていた陸軍輸送船暁山丸（拿捕船、5,698トン/旧英船Hosang(浩生)）、逓信省標準D型貨物船改装応急タンカー同和丸（日東汽船、1,916トン）の2隻からなるシマ03船団を護衛してビクトリア港を出港し、マニラに向かう。20日1210、沖縄が船団から分離し、修理を受けるため昭南に向かう。だが輸送船2隻は相次いで米潜水艦により撃沈されることになる。11月21日午後、船団は米潜フラウンダー(USS Flounder, SS-251)に発見される。接近したフラウンダーは北緯10度39分 東経115度05分 / 北緯10.650度 東経115.083度の地点で先頭の輸送船に向けて魚雷を6本発射。魚雷は暁山丸に3本が命中し、同船は大破したため放棄された。22日夜、北緯10度18分 東経114度15分 / 北緯10.300度 東経114.250度の南沙諸島長島沖で船団は漂泊し夜を明かすこととなった。ところが、同日1900頃に船団はフラウンダーとウルフパックを組んでいた米潜ガヴィナ(USS Guavina, SS-362)に発見される。ガヴィナは魚雷を1本ずつ計2本発射。魚雷は同和丸の左舷3番船倉と機関室に1本ずつ命中し、同船は1945に沈没した。11月23日、ガヴィナは北緯10度22分 東経114度22分 / 北緯10.367度 東経114.367度の地点で漂流中の暁山丸を発見し、魚雷を1本ずつ計3本発射。魚雷は暁山丸に1本が命中し、同船は沈没した。護衛の海防艦2隻（占守、第13号）だけとなったシマ03船団はそのままマニラへ向かうが、11月25日、マニラ湾南方で占守は米潜水艦ハッド (USS Haddo, SS-255)から雷撃される。艦首部分に被雷。行方不明者3名を出す（後日戦死認定）。第13号海防艦の援護により敵潜水艦（ハッド）から追撃されることなく、マニラに帰投できた。翌日、海防艦2隻（占守、第13号海防艦）は南西方面部隊の指揮下を離れ、第一海上護衛隊に復帰。占守はマニラと馬公で応急修理を実施した。船団護衛を行いつつ、内地に向かう。12月25日、第十二航空艦隊・千島方面根拠地隊に編入。

### その後
1945年（昭和20年）1月20日、占守は舞鶴に入港する。
各艦（利根、榧、波風、朝顔）他と共に修理に従事した。
占守においては、失った艦首を第一号型海防艦（丙型）と同様の簡易なものとし、煙突を楕円筒型（擇捉型と同等）に改める。機銃も増備。また従来の九三式探深儀と二十二号電探をそれぞれ三式探深儀と二十四号電探に交換した。4月1日、占守の修理と整備完了。北方海域での行動に備えるため、耐寒冷装備の整備も行なわれていた。翌日、大湊に向けて出撃する。
4月10日、海防艦3隻（占守、国後、八丈）は役務を舞鶴鎮守府警備海防艦に定められる。
同日、日本海軍は海防艦複数隻（福江、国後、八丈、笠戸、占守、択捉）により、大湊警備府（司令長官宇垣完爾中将）麾下に第百四戦隊（司令官渡辺清七少将）を新編した。
軍隊区分警戒部隊（八丈、国後、占守、笠戸、択捉）に配され、八丈海防艦長の指揮下で行動した。
その後、軍隊区分宗谷防備部隊で行動。千島列島から本土へ撤退する陸海軍部隊の輸送作戦に従事。7月18日特務艦宗谷を護衛中の海防艦第112号が亜庭において雷撃を受けたとの連絡により現場に急行、生存者2名を救助。終戦時、占守は北海道方面（稚内市）に所在。大泊（樺太）から北海道への邦人撤収任務に従事した。10月5日、帝国海防艦籍から除籍。10月12日、帝国艦船特別輸送艦と呼称され、復員輸送に従事。テニアン・トラック・パラオ・沖縄・奄美大島・サイゴン・バンコク・コロ島・プサン方面からの復員輸送に参加した。12月1日、舞鶴地方復員局所管の特別輸送艦に定められる。
1946年（昭和21年）12月30日、特別保管艦に指定される。
1947年（昭和22年）7月5日、特別輸送艦の定めを解かれ、ナホトカで駆逐艦椎、榧、響、海防艦第34号、第105号、第196号、第227号とともに賠償艦としてソ連へ引き渡された。
ソ連では、「護衛艦」を意味する「EK」の略号を与えられ、EK-31(ЭК-31エーカー・トリーッツァチ・アディン)の艦名で太平洋艦隊に編入された。10月にウラジオストクに回航。
11月、ソ連海軍総司令官イワン・ユマシェフ大将は海軍第1研究所のザイツェフ中佐を団長とした旧日本艦の運用調査団を編成し、翌1948年6月、調査団の報告に基いてソ連海軍は艦艇配分を指示した。この際EK-31は第7艦隊（後に第5艦隊と統合して太平洋艦隊）に通報艦として配属される予定となった。
1948年（昭和23年）7月、ソヴィエツカヤ・ガヴァニの第263造船所で通報艦に類別を変更し、名称も「第25号通報艦」を意味するPS-25(ПС-25ペーエス・ドヴァーッツァチ・ピャーチ)に変更された。
1949年1月にはソ連海軍総司令部作戦局により、各旧日本艦の再兵装案が作成された。計画されたPS-25の再兵装案は以下の通りである。
- B-34型100mm単装砲1基（有事には二基増設）
- V-11型37mm連装機銃2基
- BMB-1型爆雷投射機2基

しかし改造費用が多額になること、造船所の整備対応能力が欠けていたことから造船省の首脳部が旧日本艦の工事を拒否し、艦政局も本格的な改造を諦めて最低限の工事を施すことにした。このためPS-25は1953年まで保管状態におかれた。1952年5月、ソ連海軍総司令官ニコライ・クズネツォフ中将は1949年5月12日付けの各旧日本艦の再兵装案を承認した。計画されたPS-25の再兵装案は以下の通りである。
- V-11型37mm連装機銃3基もしくは70K型37mm単装機銃6基
- Neptun型レーダー
- Fakel-M型識別装置
- MDSH型発煙筒20個（有事搭載）
- R-644型短波受信機
- R-671型短波受信機
- R-673型全周波受信機
- R-609型超短波受信機

1953年ソヴィエツカヤ・ガヴァニの第263船舶修理工場で通報艦に改造、1954年カムチャツカ混成艦隊司令部通信局に配属。
1957年（昭和32年）6月17日から10月5日にかけて、第263造船所で工作艦（плавучая мастерская）に改装され、PM-74(ПМ-74ペエーム・スィェーミヂェスャト・チトィーリェ。「第74号工作艦」といった意味)に改称される。その後、1959年5月16日に退役し、解体のため資金資産局へ引き渡された後、解体された。

## 艦長
艤装員長
1. 荘司喜一郎 中佐：1940年2月2日[27] - 1940年6月30日[29]

艦長/海防艦長
1. 荘司喜一郎 中佐：艦長 1940年6月30日[29] - 1940年10月15日[35]
2. 有村不二 中佐：1940年10月15日[35] - 海防艦長 1942年7月1日[84] - 1942年8月22日[88]
3. 寺西武千代 中佐：1942年8月22日[88] - 1943年10月25日[112]
4. 島村和猪 大尉/少佐/第二復員官/第二復員事務官/復員事務官：1943年10月25日[113] - 艦長 1945年12月20日 - 1947年1月10日
5. （兼）永井博 復員事務官：1947年2月10日 - 1947年7月5日[注釈 7] （本職：「奄美」艦長）

## 参考文献

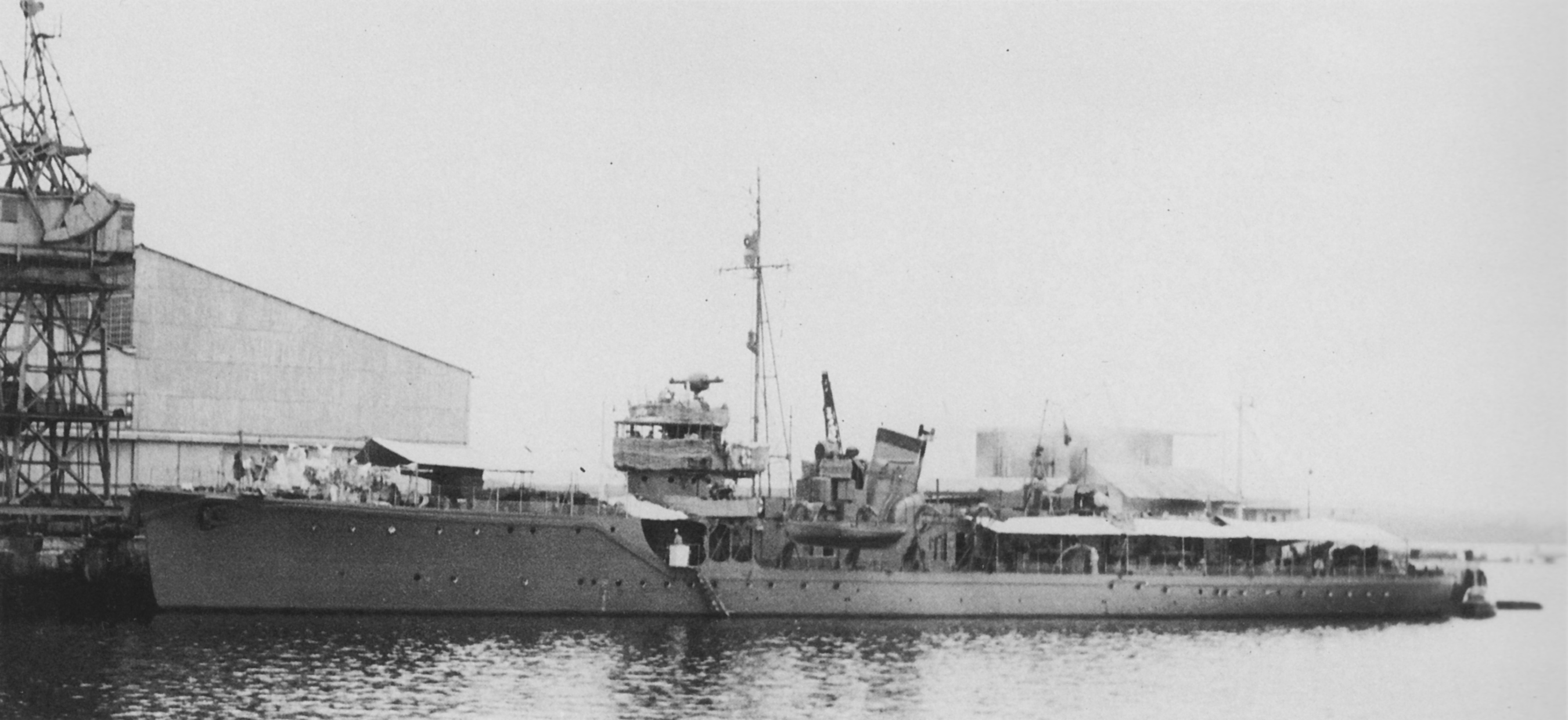
シンガポールで入渠中の占守1942年9月1日